# Lý luận hành động (triết học)
Lý luận hành động (hay học thuyết hành động) là một lĩnh vực trong triết học có liên quan đến các học thuyết về các quan hệ nhân quả có ý chí của chuyển động cơ thể con người hoặc của một loài ít phức tạp hơn. Đây là lĩnh vực tư tưởng liên quan đến nhận thức luận, đạo đức, siêu hình học, luật học, và triết học tinh thần, và đã thu hút sự quan tâm mạnh mẽ của các nhà triết học kể từ khi cuốn sách của Aristotle Nicomachean Ethics (Sách Thứ Ba). Với sự ra đời của tâm lý học và sau đó là khoa học thần kinh, nhiều lý luận hành động hiện đang được nghiên cứu quan sát.
Lý luận hành động triết học, hay triết học hành động, không nên nhầm lẫn với các học thuyết xã hội học về hành động xã hội, chẳng hạn như lý luận hành động được đề xuất bởi Talcott Parsons.
Ludwig Wittgenstein, Khảo sát Triết học §621

## Tổng quan
Lý luận hành động cơ bản thường mô tả hành động như hành vi gây ra bởi một tác nhân trong một tình huốngcụ thể. Mong muốn và niềm tin của tác nhân (ví dụ như tôi muốn một ly nước và tin rằng chất lỏng trong cốc trước mặt tôi là nước) dẫn đến hành vi của cơ thể (ví dụ như vươn tới lấy cái ly). Trong lý luận đơn giản (xem Donald Davidson), mong muốn và niềm tin cùng nhau gây ra hành động. Michael Bratman đã nêu ra các luận điểm cho một quan điểm như vậy và lập luận rằng chúng ta nên lấy khái niệm về ý định là cơ bản và không thể phân tích thành niềm tin và mong muốn.
Trong một số học thuyết, ham muốn cộng với niềm tin về phương tiện thỏa mãn ham muốn đó luôn là phương tiện chi phối hành động. Tác nhân hành động vì mục đích, để thỏa mãn sự mong muốn của họ. Một học thuyết về tính hợp lý tiềm năng làm nền tảng cho kinh tế học và các ngành khoa học xã hội khác trong khuôn khổ phức tạp hơn về học thuyết tuyển trạch lý tính. Tuy nhiên, nhiều học thuyết hành động cho rằng tính hợp lý kéo dài vượt xa việc tính toán phương tiện tốt nhất để đạt được mục đích của một người. Ví dụ, một niềm tin rằng tôi nên làm X, trong một số học thuyết, có thể trực tiếp khiến tôi làm X mà không cần phải muốn làm X (nghĩa là có mong muốn làm X). Tính hợp lý, trong các học thuyết như vậy, cũng liên quan đến việc đáp ứng chính xác với những nguyên nhân mà một người nhận thức, chứ không chỉ hành động theo mong muốn.
Trong khi các nhà học thuyết hành động thường sử dụng ngôn ngữ nhân quả trong học thuyết của họ về bản chất của hành động, thì vấn đề xác định nhân quả là trung tâm gây tranh cãi về bản chất của tự do ý chí.
Các cuộc tranh luận về khái niệm cũng xoay quanh một định nghĩa chính xác về hành động trong triết học. Các học giả có thể không nhất trí về những chuyển động cơ thể thuộc lĩnh vực này, ví dụ như liệu suy nghĩ có nên được phân tích là hành động hay không và các hành động phức tạp nên chia thành nhiều bước như thế nào.

## Học giả
- G. E. M. Anscombe
- Thomas Aquinas
- Hannah Arendt
- Aristotle
- Robert Audi
- Jonathan Bennett
- Maurice Blondel
- Michael Bratman
- Hector-Neri Castañeda
- David Charles
- August Cieszkowski
- Michel Crozier
- Jonathan Dancy
- Donald Davidson
- Daniel Dennett
- William H. Dray
- Fred Dretske
- Ignacio Ellacuría
- John Martin Fischer
- Harry Frankfurt
- Arnold Gehlen
- Carl Ginet
- Alvin I. Goldman
- Jürgen Habermas
- Sam Harris
- Georg Wilhelm Friedrich Hegel
- Carl Hempel
- Jennifer Hornsby
- Rosalind Hursthouse
- David Hume
- John Hyman
- Hans Joas
- Robert Kane
- Anthony Kenny
- Jaegwon Kim
- Christine Korsgaard
- Tadeusz Kotarbiński
- Loet Leydesdorff
- John McDowell
- Alfred R. Mele
- Elijah Millgram
- Ludwig von Mises
- Thomas Nagel
- Friedrich Nietzsche
- Lucy O'Brien
- Talcott Parsons
- Derk Pereboom (philosopher)
- Juan Antonio Pérez López
- Brian O'Shaughnessy
- Joseph Raz
- Thomas Reid
- Raymond Reiter
- Paul Ricoeur
- Alfred Schütz
- Constantine Sandis
- John Searle
- Scott Sehon
- Wilfrid Sellars
- Michael Smith
- Baruch Spinoza
- Galen Strawson
- Charles Taylor
- Richard Taylor
- Judith Jarvis Thomson
- David Velleman
- Candace Vogler
- Georg Henrik von Wright
- R. Jay Wallace
- Susan Wolf
- Ludwig Wittgenstein
- Max Weber
- Xavier Zubiri